# Метиадуса
Метиадуса — персонаж греческой мифологии из аттического цикла, жена царя Аттики Кекропса и сестра Дедала.

## В мифологии
Метиадуса упоминается в «Мифологической библиотеке» Псевдо-Аполлодора как дочь Эвпалама, жена царя Аттики Кекропса и мать Пандиона. Соответственно она оказывается прабабкой Тесея и сестрой Дедала, которого Псевдо-Аполлодор и Псевдо-Гигин называют сыном Эвпалама. Существует ещё одно упоминание Метиадусы — в комментариях Иоанна Цеца к «Илиаде» Гомера, где этот персонаж оказывается не дочерью Эвпалама, а его женой и, соответственно, матерью Дедала. Впрочем, в другом месте Цец называет супругой Эвпалама и матерью Дедала Алкиппу, так что в случае с Метиадусой он мог просто ошибиться.
Исследователи XIX века пытались найти трактовку имени Метиадусы (антиковед Ламер признал эти попытки в целом безуспешными). Немецкому учёному И. Группе принадлежит гипотеза о связи образа Метиадусы с богиней Афиной и древнейшими мифами Беотии.